# Kilcock
Kilcock (en gaèlic irlandès Cill Choca que vol dir "església de Choca") és una vila d'Irlanda, al comtat de Kildare, a la província de Leinster. Es troba al costat de la frontera amb el comtat de Meath. És una ciutat dormitori per a molts que treballen a Dublín. La seva població és de 5.533 habitants.

## Història
Kilcock pren el nom de Santa Coca (seble VI) qui va fundar una església al costat del riu Rye, i que tradicionalment es diu que era germana de Sant Kevin de Glendalough, que treballava de brodadora d'ornaments d'església, i que va fer els de Sant Colmcille. Un pou sagrat dedicat a Coca, que es creia perdut als enfores de Kilcock, és conegut a nivell local com en l'àrea darrere del Banc d'Ulster, i se celebra la seva festa el 6 de juny. No obstant això, aquesta commemoració és un renaixement modern com quan l'Ordnance Survey de l'àrea l'any 1837 es va registrar que "no hi ha església antiga en ruïnes en aquesta parròquia, ni cap sant o dia commemorat ... el significat del nom Cille Choc no es recorda". Quan l'actual església parroquial va ser consagrada el 1867 a Santa Coca, i havia costat construir-la 10.000 lliures esterlines amb disseny de l'arquitecte J.J. McCarthy.
En el segle VIII hi hagué una batalla entre reis rivals a la vora de l'església de Santa Coca, aleshores en territori de Carbury i prop de la frontera entre Leinster i Meath. Hi ha una bretxa de diversos centenars d'anys fins a la següent referència a Kilcock quan, en 1303, va pertànyer als Hospitalers de Sant Joan de Jerusalem a Kilmainham.
L'església de Santa Coca es va erigir en el seu honor al centre de la ciutat. S'hi pot veure una icona de Santa Coca de realització recent.